# Matej Poplatnik
Matej Poplatnik (* 15. Juli 1992 in Slowenien) ist ein slowenischer Fußballspieler, der seit 2022 beim ND Ilirija 1911 in der Druga Slovenska Nogometna Liga unter Vertrag steht. Er ist der jüngere Bruder des Fußballspielers Aleš Poplatnik.

## Karriere

### Verein
Matej Poplatnik begann seine Karriere in seiner slowenischen Heimat. Nachdem er in seiner Jugend bei NK Domžale begonnen hatte, wechselte er 2006 nach Ljubljana, wo er zunächst bei Slovan und dann bei Olimpija am Spielbetrieb teilnahm. Im Jahr 2009 kam er zu NK Triglav Kranj. Für den Verein debütierte er im Juli 2012 in der höchsten slowenischen Liga gegen NK Celje als er für Dinnyuy Kongnyuy eingewechselt wurde. Bereits eine Woche später gelang dem Stürmer gegen NK Aluminij sein erstes Tor als Profi das zugleich das 1:0-Siegtor bedeutete. In der folgenden Saison stieg der Verein in die zweite Liga ab, Poplatnik hatte bis dahin in zwei Spielzeiten in 49 Spielen sechs Tore erzielt. In der Zweitligasaison 2014/15 wurde er mit 18 Toren in 26 Ligaspielen Torschützenkönig der zweiten slowenischen Liga.
Im Juni 2015 unterschrieb Poplatnik einen Vertrag beim bulgarischen Erstligisten PFK Montana. Nach nur sechs Monaten verließ Poplatnik den Verein wieder und ging zurück zu NK Triglav Kranj. Beim Zweitligisten traf er in der Saison 2016/17 in 24 Spielen 26 Mal und wurde zum zweiten Mal in seiner Karriere Torschützenkönig der zweiten Liga Sloweniens. Triglav Kranj stieg als Meister in die 1. Liga auf. Auch in der folgenden Erstligasaison blieb Poplatnik sehr treffsicher, als er in 34 Spielen 16 Mal traf, womit er mehr als die Hälfte der gesamten Mannschaft erzielte (29). Hinter Luka Zahović und Marcos Tavares vom Vizemeister NK Maribor war er drittbester Torjäger der gesamten Liga. Triglav Kranj entging in der Relegation gegen NK Drava Ptuj nur knapp dem Abstieg.
Im Juli 2018 wechselte der 25-jährige Poplatnik zum Kerala Blasters FC in die Indian Super League. Nach der ersten Saison wurde er im folgenden Jahr an den Kaposvári Rákóczi FC nach Ungarn verliehen. Nach der Leihe wechselte er nach Schottland zum FC Livingston. Seit August 2022 spielt er für den ND Ilirija 1911, wo er mit 24 Treffern Torschützenkönig der Zweitligasaison 2022/23 wurde.

### Nationalmannschaft
Matej Poplatnik absolvierte im Jahr 2013 jeweils ein Spiel in der slowenischen U20 und U21-Nationalmannschaft.